# Davide da Bergamo
Davide Maria da Bergamo (Zanica, 21 de gener de 1791 - Piacenza, 24 de juliol de 1863) un religiós, organista, provador i dissenyador d'orgues i compositor italià.
Fil de Giacomo Antonio i Teresa Bordoni, nasqué a Bèrgam. Es formà sota el mestratge d'Antonio Ganzales, organista de Santa Maria Maggiore. Organista a Torre Boldone, Zanica i Gandino i mantingué amistat amb Rubini, Donzelli i Donizetti. El 1818 ingressà a l'Ordre Franciscana dels Menors Reformats, emetent els vots solemnes el juliol de 1819, el mateix any que fou ordenat prevere. Exercí de capellà a la Basilica di Santa Maria di Campagna a Piacenza, on feu construir un gran orgue. Es dedicà a la composició musical i fou molt sol·licitat com a examinador d'orgues.
És autor d'un gran nombre d'obres que inclouen quasi tots els gèneres: concerts, simfonies, hores de l'ofici diví, himnes, etc. La seva obra es veu molt influenciada per les tendències operístiques de la seva època. El seu fons personal compta amb 2.600 obres musicals.
Es guarden poques activitats del compositor donat que abans de morir va cremar gran part de cartes, projectes, assajos, programes i partitures.

## Obres musicals
La majoria son titulades Simfona o Sonata i altres com marxes, polones o rondó.
- Quinze Piezas Musicales para el Nuevo y Magnífico Órgano de la Isglesia Ducal de S. Maria di Campgna
- Tres sonatas para órgano
- Brillante Simfonía para órgano o piano
- Sonido marcial para órgano o piano
- Dos sonatas para órgano o piano
- Las Doce obras para piano u órgano

- Sinfonia col tanto applaudito
- Sinfonia breve
- Sinfonie 2